# Dannäs församling
Dannäs församling var en församling i Växjö stift, Värnamo kommun i Jönköpings län. Församlingen uppgick 2012 i Forshedabygdens församling. 

## Administrativ historik
Församlingen har medeltida ursprung.
Den 1 januari 1952 (enligt beslut den 27 augusti 1951) överfördes till Dannäs församling ett obebott område av fastigheten Fylleryd, omfattande en areal av 0,12 km², varav allt land, från Torskinge församling.
Församlingen var till 1962 annexförsamling i pastoratet Bolmsö, Dannäs och Tannåker. Från 1962 till 2012 var församlingen annexförsamling i pastoratet Forsheda, Torskinge, Kärda, Hånger och Dannäs, där fram till 1974 även Tannåkers församling ingick. Församlingen uppgick 2012 i Forshedabygdens församling.

## Kyrkor
- Dannäs kyrka